# Wasilij Oriechow
Wasilij Wasiliewicz Oriechow, ros. Василий Васильевич Орехов (ur. 17 lub 29 września 1896 r. w rejonie Mceńska, zm. 6 lipca 1990 r. w Brukseli) – ochotnik w wojskach Białych podczas wojny domowej w Rosji, emigracyjny rosyjski działacz polityczno-społeczny

## Życiorys
Ukończył gimnazjum w Orle, a następnie studia na politechnice w Kijowie.
Po wybuchu I wojny światowej wstąpił ochotniczo do 113 Staroruskiego Pułku Piechoty. Podczas walk w Prusach Wschodnich został ciężko ranny. Był odznaczony Orderem Św. Jerzego. Po wyleczeniu skierowano go do 2 Batalionu Kolejowego, w którym po pewnym czasie objął dowództwo kompanii. Następnie został dowódcą improwizowanego pociągu pancernego. Po rewolucji lutowej 1917 r. walczył w szeregach 15 Batalionu Uderzeniowego. Ponownie został ranny w rejonie miasta Smorgonie. Po rewolucji październikowej 15 Batalion Uderzeniowy połączył się z I Korpusem Polskim gen. Józefa Dowbora-Muśnickiego. Następnie W. W. Oriechow przystąpił do Armii Ochotniczej gen. Antona I. Denikina. Objął dowództwo pociągu pancernego „За честь Родины”, a potem kompanii kolejowej. W 1920 r. przeszedł na terytorium Polski, gdzie został internowany. Po wypuszczeniu na wolność udał się na Bałkany, a stamtąd na Krym, gdzie wstąpił do wojsk gen. Piotra N. Wrangla. Został starszym oficerem w 1 Kompanii Kolejowej generała Markowa. 8 lipca 1920 r. awansował do stopnia kapitana. W poł. listopada wraz z resztą wojsk Białych ewakuowany został do Gallipoli. Tam wydawał pismo „Галлиполи”. Był też jednym z założycieli Stowarzyszenia Gallipojczyków. Na emigracji zamieszkał na krótko w Bułgarii, po czym przeniósł się do Paryża, gdzie uczestniczył w Zebraniu Gallipojczyków. Wstąpił do Rosyjskiego Związku Ogólnowojskowego.
Na pocz. lat 20. próbował swoich sił w twórczości poetyckiej, wydając 2 zbiory wierszy pt. „Наступление” i „Пусть”. W styczniu 1929 r. zaczął wydawać pismo „Czasowoj”, które stało się centralnym organem prasowym białej emigracji rosyjskiej.
Po wybuchu wojny domowej w Hiszpanii w 1936 r., lewicowe władze francuskie wymogły na nim przeniesienie redakcji pisma do Brukseli. Sam W. W. Oriechow przybył początkowo do Hiszpanii do sztabu gen. Francisco Franco, zaś po powrocie do Brukseli pisał artykuły silnie wspierające frankistów. Pod wpływem tej propagandy wielu Białych Rosjan przedostało się nielegalnie do Hiszpanii, wstępując do wojsk frankistowskich (vide: Rosyjski oddział wojskowy gen. Franco).
W Brukseli W. W. Oriechow założył Rosyjskie Stowarzyszenie Narodowe. Ponadto był on przewodniczącym Komitetu Ochrony Rosyjskiego Cmentarza Wojskowego i Kaplicy w Mourmelon-le-Grand. Współzakładał też cerkiew prawosławną w Brukseli. W czasie okupacji niemieckiej Belgii w latach 1940–1944 pismo „Czasowoj” nie ukazywało się. Jego wydawanie zostało wznowione przez W. W. Oriechowa w 1947 r. W latach 70. i 80. stopniowo traciło na znaczeniu. Ostatnie numery aż do 1988 r. były wydawane osobistym wysiłkiem W. W. Oriechowa.